# Завоевание Константинополя (Виллардуэн)
«Завоевание Константинополя» (фр. La Conquête de Constantinople) — историко-мемуарное произведение французского феодала Жоффруа де Виллардуэна, написанное примерно в 1209 году. Рассказывает о Четвёртом крестовом походе, в ходе которого крестоносцы взяли столицу Византии Константинополь, считается важным историческим источником.

## Создание и значение
Жоффруа де Виллардуэн составил свой отчёт очевидца о Четвёртом крестовом походе и захвате Константинополя примерно в 1209 году. Предположительно это произошло в Мессинополе, и Жоффруа диктовал своему писцу. По мнению советского историка-медиевиста М. А. Заборова, начиная с 1201 года Виллардуэн мог вести в походах краткие дневниковые записи, ставшие источником для его сочинения. При этом не установлено, владел ли сам Виллардуэн грамотой.
«Завоевание Константинополя» стало первым прозаическим сочинением на старофранцузском языке и образцом для целого ряда французских исторических хроник, а также одним из первых произведений в жанре исторических мемуаров. Оно начинается с проповеди крестового похода Фулька из Нейи (1198), а заканчивается внезапной смертью Бонифация Монферратского (1207). Позднейшими переписчиками было добавлено продолжение под именем Анри де Валансьена, в котором рассказывается о событиях правления императора Генриха.
Сочинение Виллардуэна содержит много ценной информации о численности, составе, вооружении, военной тактике, бытовом и техническом оснащении крестоносной армии, включая устройство кораблей, брандеров и осадных машин, о её продовольственном обеспеченим и финансовых затратах. В нём приводится подробный список рыцарей и знатных феодалов, последовавших в 1202 году за Тибо Шампанским и Людовиком де Блуа, в текст включены выдержки из договора с Венецией о найме её судов для транспортных перевозок. Интерес исследователей вызывают описания, сделанные Виллардуэном в качестве очевидца, например, рассказ о казни Алексея Дуки Марзуфла, сброшенного с колонны Феодосия на Форуме Быка.
Благодаря своим литературным качествам, а также точности в фактах, ясности в изложении и очевидной сдержанности в оценках, исторический труд Виллардуэна передаёт ценные наблюдения о менталитете европейских рыцарей, отправившихся на Восток, впечатления, произведенные на них великолепием византийской цивилизации. При этом свидетельств Виллардуэна недостаточно, чтобы составить объективное представление об осаде Константинополя, так как в угоду политическим соображениям он опускает ряд фактов, особенно касающихся тайных переговоров и дипломатии, а также насилий, творившихся над христианским населением византийской столицы. Его взгляд на войну отражает точку зрения графов и баронов, но не простых рыцарей, поэтому его сведения лучше дополнять свидетельствами его менее знатного современника и соратника Робера де Клари. Несмотря на общий сугубо мирской контекст мемуаров Виллардуэна, его историко-философские взгляды не выходят за рамки средневекового провиденциализма: «события, — бесстрастно замечает он, — ведь следуют так, как это угодно богу».

### История текста
Оригинал «Завоевания Константинополя» Виллардуэна, скорее всего, надиктованного, не сохранился. Сегодня известно не менее семи рукописей, переписанных между серединой XIII и серединой XV века. Все они хранятся в собраниях Национальной библиотеки Франции, кроме одной, датированной 1330-ми годами и находящейся в коллекции Бодлианской библиотеки Оксфордского университета.
Впервые «Завоевание Константинополя» было напечатано в 1584 году в Париже Абелем Л’Анжелье, в старофранцузском оригинале и переводе Блеза да Виженера, и в следующем году там же выпущено снова. В 1601 году его издал в Лионе Гийом Ровилль, а в 1643 году в Турне учёный-иезуит Пьер д’Отреман. В 1657 году его опубликовал в Париже в сборнике «Histoire de l’empire de Constantinople sous les empereurs francois» известный историк-энциклопедист Шарль Дюканж, допустивший ряд неточностей и лакун, однако в 1729 году издание его вновь вышло в Венеции. Более полная публикация увидела свет в Париже в 1838 году в сборнике, подготовленном для «Французского исторического общества» литературоведом Парисом Поленом. В 1872 году сочинение Виллардуэна было там же переиздано вместе с продолжением Анри де Валансьена историком-архивистом Наталисом де Вайи, а в 1891 году — с переводом и научными комментариями историком Эмили Буше. Двухтомная академическая публикация подготовлена была в 1938—1939 годах историком-медиевистом Эдмоном Фералем для серии «Классиков истории французского средневековья».